# Donna Shalala
Donna Shalala, née le 14 février 1941 à Cleveland (Ohio), est une femme politique américaine. Membre du Parti démocrate, elle est secrétaire à la Santé et aux Services sociaux entre 1993 et 2001 dans l'administration du président Bill Clinton, puis élue à la Chambre des représentants des États-Unis pour la Floride de 2019 à 2021.

## Biographie

### Jeunesse et études
Elle est née à Cleveland de parents émigrés du Liban.
Elle est diplômée du Western College for Women en 1962 avant d'obtenir un doctorat de l'université de Syracuse en 1970.

### Carrière universitaire
Elle est par la suite professeur de sciences politiques dans différentes universités. Elle est également membre de l'American Federation of Teachers, et de 1977 à 1980, elle sert comme secrétaire adjointe pour la politique au développement et de recherche au département du Logement et du Développement urbain sous l'administration Carter. Elle est présidente du Hunter College est ensuite de 1980 à 1988, puis présidente de l'université du Wisconsin à Madison. Entre 1992 et 1993, elle est présidente du Children's Fund.

### Secrétaire à la Santé des États-Unis

Shalala et Clinton en 1993.

En 1993, elle est nommée secrétaire à la Santé par Bill Clinton, fonction qu'elle occupera pendant huit ans, pendant les deux mandats de la présidence Clinton. Elle est celle qui est restée le plus longtemps à cette fonction. En 1996, elle est la première femme à être le « survivant désigné » pendant le discours sur l'état de l'Union du président Clinton.

### Université de Miami et Fondation Clinton

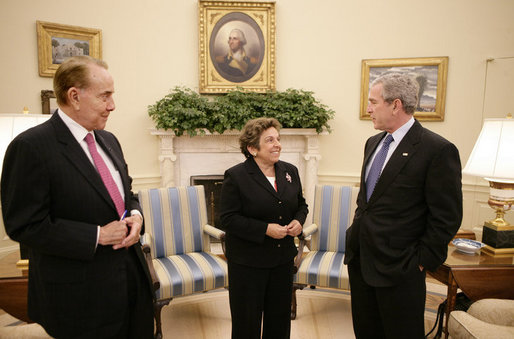
Bob Dole, Donna Shalala et George W. Bush en 2007.

En 2001, elle devient présidente de l'université de Miami. Sous sa présidence, l'université prend un nouvel essor et se retrouve classée dans les 50 meilleurs établissements supérieurs du pays. Shalala développe particulièrement la faculté de médecine, qui devient l'une des leaders dans son domaine ; l'achat du Jackson Memorial Hospital par l'université lui est cependant reproché. Du point de vue sportif, l'université rejoint, non sans controverse, l'Atlantic Coast Conference. Durant son mandat, elle est critiquée pour sa gestion d'une grève des concierges et pour avoir vendu une pinède des rocklands à des promoteurs immobiliers.
Parallèlement, George W. Bush nomme Shalala co-présidente d'une commission pour améliorer le système de santé des militaires blessés en 2007, avec Bob Dole. L'année suivante, le président lui remet la médaille présidentielle de la Liberté.
En 2015, Shalala quitte l'université de Miami pour prendre la présidence de la Fondation Clinton. Durant son mandat, elle doit défendre la fondation attaquée durant la campagne présidentielle d'Hillary Clinton. Elle laisse la direction de la fondation à Bill Clinton en 2017 et redevient enseignante à l'université de Miami.

### Représentante des États-Unis

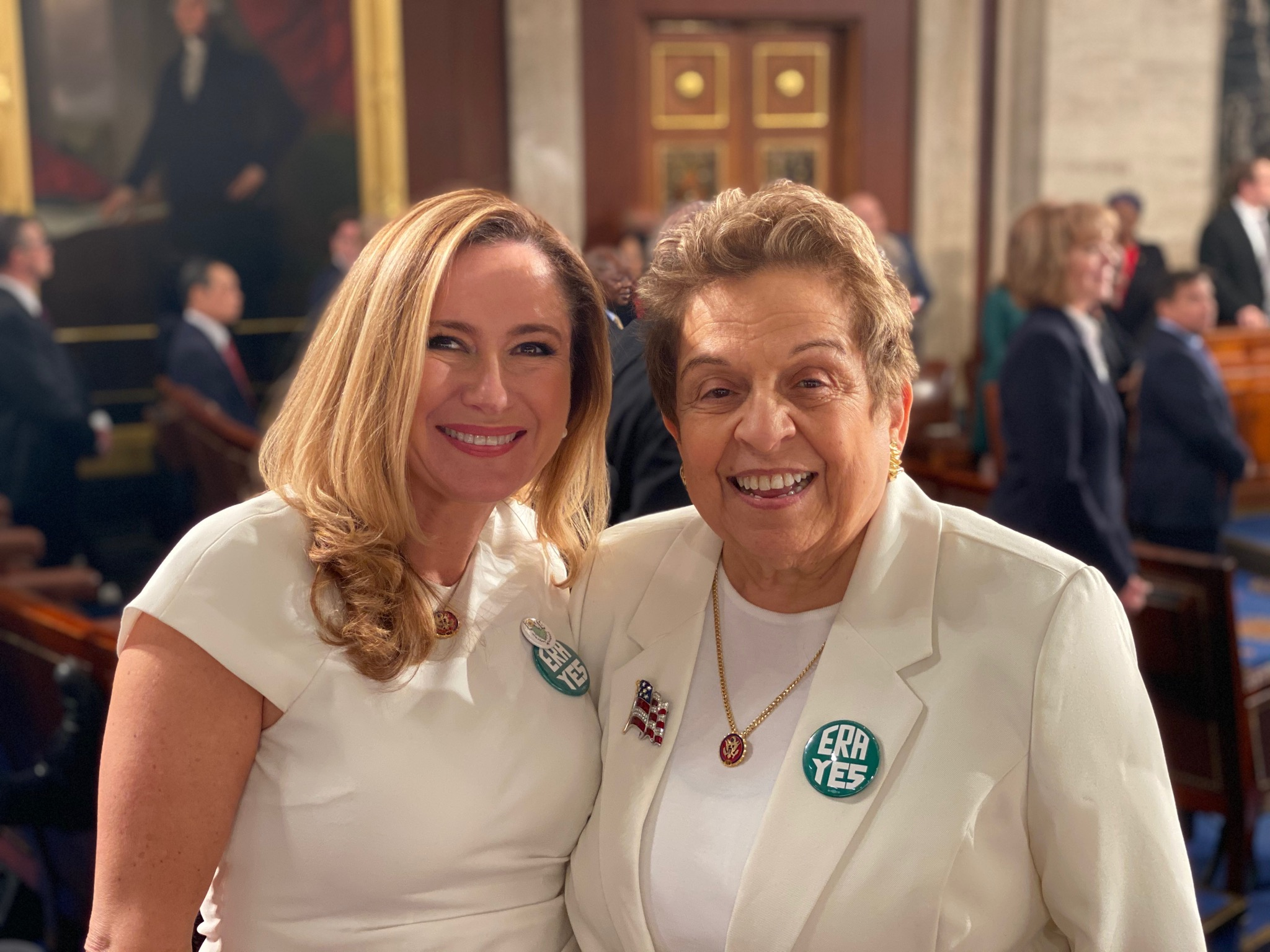
La représentante Debbie Mucarsel-Powell et Donna Shalala lors du discours sur l'état de l'Union de 2020.

Shalala se présente aux élections de mi-mandat de 2018 dans le 27e district de Floride où la républicaine Ileana Ros-Lehtinen n'est pas candidate à un nouveau mandat. Grâce à ses relations avec les Clinton et à sa notoriété, elle remporte la primaire démocrate avec 32 % des suffrages devant le représentant local David Richardson. En novembre, elle affronte Maria Elvira Salazar. Présentatrice sur plusieurs chaînes d’informations hispanophones, celle-ci est connue du public hispanique qui représente 57 % à 63 % des électeurs,. De son côté, Shalala ne parle pas espagnol et mène une campagne peu active. Elle se retrouve au coude-à-coude avec Salazar dans une circonscription qui a pourtant donné 20 points d’avance à Hillary Clinton en 2016. En fin de campagne, l'équipe de Shalala s'active et lie Salazar à Donald Trump. La démocrate est finalement élue représentante avec 52 % des voix contre 46 % pour Salazar,.
Lors des élections de 2020, Donna Shalala affronte à nouveau Maria Elvira Salazar. Alors qu'elle apparaît favorite, elle est battue par la républicaine (49 % des suffrages contre 51 %). Elle pâtit notamment des bons scores réalisés par les républicains auprès des électeurs hispaniques du comté de Miami-Dade lors de ces élections, Joe Biden ne remportant son district qu'avec 3 points d'avance sur Donald Trump.